# René Feye
René Feye, né le 24 juillet 1881 à Louvain en Belgique et mort le 19 novembre 1936 à Lustin en Belgique, est un footballeur international belge actif au début du XXe siècle. Milieu de terrain offensif, il joue pour trois clubs bruxellois et remporte trois titres de champion de Belgique avec le Racing CB.

## Biographie
René Feye fait ses débuts dans le football avec le Sporting Club de Bruxelles lors de la saison 1896-1897 mais après cinq défaites en autant de rencontres, le club déclare forfait et se retire définitivement de la compétition. Le joueur revient au football en 1900, au Racing Club de Bruxelles, en même temps que son frère cadet Marcel Feye. Le club bruxellois est alors champion de Belgique en titre. Ensemble, les deux frères remportent trois titres consécutifs entre 1901 et 1903.
En 1905, il décide de quitter le Racing et part rejoindre son frère au Léopold Club de Bruxelles, où ce dernier évolue depuis un an. Il y reste trois saisons, durant lesquelles il est appelé à cinq reprises en équipe nationale belge. En 1908, il décide de mettre un terme à sa carrière de joueur et se retire du monde du football.
René Feye compte cinq convocations en équipe nationale belge, pour autant de matches joués. Il dispute aussi à deux reprises la Coupe Van den Abeele en 1902 et 1904 mais ces rencontres ne sont pas reconnue par la FIFA car elles ont eu lieu avant le tout premier match officiel du 1er mai 1904 face à la France. Il a également fait partie de la toute première sélection belge qui s'est rendue à Paris pour y disputer le tournoi de démonstration des Jeux olympiques d'été de 1900 mais, blessé, il fut remplacé avant la seule rencontre jouée.
Appelé pour la première fois le 22 avril 1906 à l'occasion d'un déplacement en France, il célèbre sa première apparition avec les Diables Rouges en inscrivant deux buts sur les cinq que la Belgique inscrit ce jour-là. Il marque ensuite deux autres buts face aux Pays-Bas lors de rencontres amicales, l'une disputée le 14 avril et l'autre le 9 mai 1907, pour son dernier match international. Le 14 avril, il est capitaine de la sélection belge.
Le 21 avril 1907, il est aligné contre la France en même temps que son frère, dont c'est alors la première cape.

## Statistiques

### En club
| Saison                | Club                  | Championnat               | Championnat | Championnat | Coupe(s) nationale(s) | Coupe(s) nationale(s) | Total | Total |
| Saison                | Club                  | Division                  | M.          | B.          | M.                    | B.                    | M.    | B.    |
| 1896-1897             | Sporting CB           | Coupe de Championnat (D1) | -           | -           | -                     | -                     | 0     | 0     |
| 1900-1901             | Racing CB             | Division d'Honneur (D1)   | -           | -           | -                     | -                     | 0     | 0     |
| 1901-1902             | Racing CB             | Division d'Honneur (D1)   | -           | -           | -                     | -                     | 0     | 0     |
| 1902-1903             | Racing CB             | Division d'Honneur (D1)   | -           | -           | -                     | -                     | 0     | 0     |
| 1903-1904             | Racing CB             | Division d'Honneur (D1)   | -           | -           | -                     | -                     | 0     | 0     |
| 1904-1905             | Racing CB             | Division d'Honneur (D1)   | -           | -           | -                     | -                     | 0     | 0     |
| Sous-total            | Sous-total            | Sous-total                | -           | -           | -                     | -                     | 0     | 0     |
| 1905-1906             | Royal Léopold FC      | Division d'Honneur (D1)   | -           | -           | -                     | -                     | 0     | 0     |
| 1906-1907             | Royal Léopold FC      | Division d'Honneur (D1)   | -           | -           | -                     | -                     | 0     | 0     |
| 1907-1908             | Royal Léopold FC      | Division d'Honneur (D1)   | -           | -           | -                     | -                     | 0     | 0     |
| Sous-total            | Sous-total            | Sous-total                | -           | -           | -                     | -                     | 0     | 0     |
| Total sur la carrière | Total sur la carrière | Total sur la carrière     | 75          | 38          | -                     | -                     | 75    | 38    |

### En sélections nationales
| Saison                | Sélection             | Phases finales        | Phases finales | Phases finales | Matchs amicaux | Matchs amicaux | Non officiels | Non officiels | Total | Total |
| Saison                | Sélection             | Compétition           | M              | B              | M              | B              | M             | B             | M     | B     |
| --------------------- | --------------------- | --------------------- | -------------- | -------------- | -------------- | -------------- | ------------- | ------------- | ----- | ----- |
| 1902-1903             | Belgique              | -                     | -              | -              | -              | -              | 1             | 0             | 1     | 0     |
| 1903-1904             | Belgique              | -                     | -              | -              | -              | -              | 1             | 2             | 1     | 2     |
| 1905-1906             | Belgique              | -                     | -              | -              | 2              | 2              | -             | -             | 2     | 2     |
| 1906-1907             | Belgique              | -                     | -              | -              | 3              | 2              | -             | -             | 3     | 2     |
| Total sur la carrière | Total sur la carrière | Total sur la carrière | -              | -              | 5              | 4              | 2             | 2             | 7     | 6     |

### Matchs internationaux
| Matchs internationaux de René Feye, | Matchs internationaux de René Feye, | Matchs internationaux de René Feye,          | Matchs internationaux de René Feye, | Matchs internationaux de René Feye, | Matchs internationaux de René Feye, | Matchs internationaux de René Feye, | Matchs internationaux de René Feye, |
| #                                   | Date                                | Lieu                                         | Adversaire                          | Résultat                            | Compétition                         | Club                                | Notes                               |
| ----------------------------------- | ----------------------------------- | -------------------------------------------- | ----------------------------------- | ----------------------------------- | ----------------------------------- | ----------------------------------- | ----------------------------------- |
| 1                                   | 22 avril 1906                       | Stade de la Faisanderie, Saint-Cloud, France | France                              | V 5 - 0                             | Match amical                        | Léopold CB                          | Titulaire et buteur.                |
| 2                                   | 29 avril 1906                       | Kiel, Anvers, Belgique                       | Pays-Bas                            | V 5 - 0                             | Match amical                        | Léopold CB                          | Titulaire.                          |
| 3                                   | 14 avril 1907                       | Kiel, Anvers, Belgique                       | Pays-Bas                            | D 1 - 3 a.p.                        | Match amical                        | Léopold CB                          | Titulaire, capitaine et buteur.     |
| 4                                   | 21 avril 1907                       | Stade du Vivier d'Oie, Bruxelles, Belgique   | France                              | D 1 - 2                             | Match amical                        | Léopold CB                          | Titulaire.                          |
| 5                                   | 9 mai 1907                          | Stadion De Hout (nl), Haarlem, Pays-Bas      | Pays-Bas                            | V 2 - 1                             | Match amical                        | Léopold CB                          | Titulaire et buteur.                |

| Matchs non officiels de René Feye | Matchs non officiels de René Feye | Matchs non officiels de René Feye | Matchs non officiels de René Feye | Matchs non officiels de René Feye | Matchs non officiels de René Feye | Matchs non officiels de René Feye | Matchs non officiels de René Feye |
| #                                 | Date                              | Lieu                              | Adversaire                        | Résultat                          | Compétition                       | Club                              | Notes                             |
| --------------------------------- | --------------------------------- | --------------------------------- | --------------------------------- | --------------------------------- | --------------------------------- | --------------------------------- | --------------------------------- |
| 1                                 | 15 décembre 1902                  | Kiel, Anvers, Belgique            | Pays-Bas                          | V 2 - 1                           | Coupe Van den Abeele              | Racing CB                         | Titulaire.                        |
| 2                                 | 3 janvier 1904                    | Kiel, Anvers, Belgique            | Pays-Bas                          | V 6 - 4                           | Coupe Van den Abeele              | Racing CB                         | Titulaire et buteur.              |

### Buts internationaux
| Buts internationaux de René Feye, | Buts internationaux de René Feye, | Buts internationaux de René Feye,            | Buts internationaux de René Feye, | Buts internationaux de René Feye, | Buts internationaux de René Feye, | Buts internationaux de René Feye, | Buts internationaux de René Feye, | Buts internationaux de René Feye, | Buts internationaux de René Feye, |
| #                                 | Date                              | Lieu                                         | Adversaire                        | Résultat                          | Compétition                       | Détail                            | Détail                            | Détail                            | Cape                              |
| --------------------------------- | --------------------------------- | -------------------------------------------- | --------------------------------- | --------------------------------- | --------------------------------- | --------------------------------- | --------------------------------- | --------------------------------- | --------------------------------- |
| 1                                 | 22 avril 1906                     | Stade de la Faisanderie, Saint-Cloud, France | France                            | V 5 - 0                           | Match amical                      | 30e                               | non connu                         | 0-1                               | 1re                               |
| 2                                 | 22 avril 1906                     | Stade de la Faisanderie, Saint-Cloud, France | France                            | V 5 - 0                           | Match amical                      | 35e                               | non connu                         | 0-2                               | 1re                               |
| 3                                 | 14 avril 1907                     | Kiel, Anvers, Belgique                       | Pays-Bas                          | D 1 - 3 a.p.                      | Match amical                      | 31e                               | non connu                         | 1-0                               | 3e                                |
| 4                                 | 9 mai 1907                        | Stadion De Hout (nl), Haarlem, Pays-Bas      | Pays-Bas                          | V 2 - 1                           | Match amical                      | 14e                               | non connu                         | 0-1                               | 5e                                |

| Buts non officiels de René Feye | Buts non officiels de René Feye | Buts non officiels de René Feye | Buts non officiels de René Feye | Buts non officiels de René Feye | Buts non officiels de René Feye | Buts non officiels de René Feye | Buts non officiels de René Feye | Buts non officiels de René Feye | Buts non officiels de René Feye |
| #                               | Date                            | Lieu                            | Adversaire                      | Résultat                        | Compétition                     | Détail                          | Détail                          | Détail                          | Cape                            |
| ------------------------------- | ------------------------------- | ------------------------------- | ------------------------------- | ------------------------------- | ------------------------------- | ------------------------------- | ------------------------------- | ------------------------------- | ------------------------------- |
| 1                               | 3 janvier 1904                  | Kiel, Anvers, Belgique          | Pays-Bas                        | V 6 - 4                         | Match amical                    | ??                              | non connu                       | 3-2                             | 2e                              |
| 2                               | 3 janvier 1904                  | Kiel, Anvers, Belgique          | Pays-Bas                        | V 6 - 4                         | Match amical                    | ??                              | non connu                       | 5-4                             | 2e                              |

## Palmarès

### En club
|  |  | Racing CB - Championnat de Belgique (3) : - Champion : 1901, 1902 et 1903 - Vice-champion : 1904 et 1905 |